# Campionati europei di atletica leggera indoor 2021 - 400 metri piani maschili
La gara dei 400 metri piani maschili ai campionati europei di atletica leggera indoor di Toruń 2021 si è svolta il 5 e il 6 marzo 2021 presso l'Arena Toruń.

## Podio
| Pos.    | Atleta              | Nazionalità |
| ------- | ------------------- | ----------- |
| Oro     | Oscar Husillos      | Spagna      |
| Argento | Tony van Diepen     | Paesi Bassi |
| Bronzo  | Liemarvin Bonevacia | Paesi Bassi |

## Record
| Record                | Record           | Record | Record                              | Record          |
| --------------------- | ---------------- | ------ | ----------------------------------- | --------------- |
| Record mondiale       | Kerron Clement   | 44"57  | Fayetteville, Stati Uniti d'America | 12 marzo 2005   |
| Record europeo        | Thomas Schönlebe | 45"05  | Sindelfingen, Germania Ovest        | 5 febbraio 1988 |
| Record europeo        | Karsten Warholm  | 45"05  | Glasgow, Gran Bretagna              | 2 marzo 2019    |
| Record dei campionati | Karsten Warholm  | 45"05  | Glasgow, Gran Bretagna              | 2 marzo 2019    |

## Programma
| Data         | Ora   | Turno      |
| ------------ | ----- | ---------- |
| 5 marzo 2021 | 10:13 | Batterie   |
| 5 marzo 2021 | 19:10 | Semifinali |
| 6 marzo 2021 | 20:10 | Finale     |

## Risultati

### Batterie
Qualificazione: I primi due di ogni batteria (Q) avanzano alle semifinali
| Posizione | Batteria | Atleta                  | Nazionalità        | Tempo | Note                                     |
| --------- | -------- | ----------------------- | ------------------ | ----- | ---------------------------------------- |
| 1         | 6        | Tony van Diepen         | Paesi Bassi        | 46"54 | Q                                        |
| 2         | 4        | Carl Bengtström         | Svezia             | 46"56 | Q                                        |
| 3         | 6        | Lee Thompson            | Regno Unito        | 46"69 | Q                                        |
| 4         | 9        | Liemarvin Bonevacia     | Paesi Bassi        | 46"69 | Q                                        |
| 5         | 1        | Luka Janežič            | Slovenia           | 46"73 | Q                                        |
| 6         | 9        | Ricky Petrucciani       | Svizzera           | 46"76 | Q                                        |
| 7         | 7        | Marvin Schlegel         | Germania           | 46"77 | Q                                        |
| 8         | 1        | Vladimir Aceti          | Italia             | 46"82 | Q                                        |
| 9         | 3        | Óscar Husillos          | Spagna             | 46"83 | Q                                        |
| 10        | 4        | James Williams          | Regno Unito        | 46"85 | Q                                        |
| 11        | 8        | Pavel Maslák            | Rep. Ceca          | 46"88 | Q                                        |
| 12        | 9        | Lucas Búa               | Spagna             | 46"92 |                                          |
| 13        | 7        | İlyas Çanakçı           | Turchia            | 46"92 | Q                                        |
| 14        | 8        | Kajetan Duszyński       | Polonia            | 46"94 | Q                                        |
| 15        | 1        | Dylan Borlée            | Belgio             | 46"99 | Miglior prestazione personale stagionale |
| 16        | 1        | Samuel García           | Spagna             | 47"02 |                                          |
| 17        | 2        | Jochem Dobber           | Paesi Bassi        | 47"05 | Q                                        |
| 18        | 3        | Christian Iguacel       | Belgio             | 47"07 | Q                                        |
| 19        | 8        | Joe Brier               | Regno Unito        | 47"08 |                                          |
| 20        | 4        | Alexander Doom          | Belgio             | 47"18 |                                          |
| 21        | 2        | Patrik Šorm             | Rep. Ceca          | 47"21 | Q                                        |
| 22        | 6        | Berke Akçam             | Turchia            | 47"33 |                                          |
| 23        | 3        | Henrik Krause           | Germania           | 47"39 |                                          |
| 24        | 5        | Franko Burraj           | Albania            | 47"42 | Q                                        |
| 25        | 2        | Lovro Mesec Košir       | Slovenia           | 47"47 |                                          |
| 26        | 1        | Mateo Ružić             | Croazia            | 47"49 | Miglior prestazione personale stagionale |
| 27        | 8        | Mykyta Barabanov        | Ucraina            | 47"51 |                                          |
| 28        | 5        | Robert Parge            | Romania            | 47"58 | Q                                        |
| 29        | 5        | Vít Müller              | Rep. Ceca          | 47"60 |                                          |
| 30        | 9        | Danylo Danylenko        | Ucraina            | 47"65 |                                          |
| 31        | 9        | Gustav Lundholm Nielsen | Danimarca          | 47"65 |                                          |
| 32        | 6        | Mauro Pereira           | Portogallo         | 47"69 |                                          |
| 33        | 3        | Charles Devantay        | Svizzera           | 47"77 |                                          |
| 34        | 7        | Gregor Grahovac         | Slovenia           | 47"84 |                                          |
| 35        | 6        | Mindia Endeladze        | Georgia            | 47"85 |                                          |
| 35        | 7        | Filippo Moggi           | Svizzera           | 47"85 |                                          |
| 37        | 4        | Boško Kijanović         | Serbia             | 47"89 |                                          |
| 38        | 1        | Šimon Bujna             | Slovacchia         | 47"93 |                                          |
| 39        | 5        | Oleksandr Pohorilko     | Ucraina            | 47"95 |                                          |
| 40        | 8        | Kubilay Ençü            | Turchia            | 48"02 |                                          |
| 41        | 5        | Ricardo dos Santos      | Portogallo         | 48"06 |                                          |
| 42        | 3        | Mihai Cristian Pîslaru  | Romania            | 48"11 |                                          |
| 43        | 2        | Lorenzo Benati          | Italia             | 48"24 |                                          |
| 44        | 4        | Tony Nõu                | Estonia            | 48"42 |                                          |
| 45        | 2        | Martin Kučera           | Slovacchia         | 48"44 |                                          |
| 46        | 4        | Ilja Petrušenko         | Lettonia           | 48"46 | Miglior prestazione personale stagionale |
| 47        | 3        | Dániel Huller           | Ungheria           | 48"52 |                                          |
| 48        | 2        | Jovan Stojoski          | Macedonia del Nord | 48"60 |                                          |
|           | 7        | Thomas Jordier          | Francia            | dq    |                                          |

### Semifinali
Qualificazione: I primi due di ogni semifinale (Q) avanzano alla finale
| Posizione | Semifinale | Atleta              | Nazionalità | Tempo | Note                          |
| --------- | ---------- | ------------------- | ----------- | ----- | ----------------------------- |
| 1         | 1          | Tony van Diepen     | Paesi Bassi | 46"06 | Q                             |
| 2         | 1          | Óscar Husillos      | Spagna      | 46"26 | Q                             |
| 3         | 1          | Vladimir Aceti      | Italia      | 46"55 | Miglior prestazione personale |
| 4         | 3          | Jochem Dobber       | Paesi Bassi | 46"56 | Q                             |
| 5         | 3          | Carl Bengtström     | Svezia      | 46"67 | Q                             |
| 6         | 1          | Pavel Maslák        | Rep. Ceca   | 46"70 |                               |
| 7         | 3          | Ricky Petrucciani   | Svizzera    | 46"72 | Miglior prestazione personale |
| 8         | 2          | Liemarvin Bonevacia | Paesi Bassi | 46"75 | Q                             |
| 9         | 1          | James Williams      | Regno Unito | 46"94 |                               |
| 10        | 3          | Marvin Schlegel     | Germania    | 47"02 |                               |
| 11        | 2          | Luka Janežič        | Slovenia    | 47"25 | Q                             |
| 12        | 2          | Kajetan Duszyński   | Polonia     | 47"26 |                               |
| 13        | 2          | Lee Thompson        | Regno Unito | 47"42 |                               |
| 14        | 2          | Franko Burraj       | Albania     | 47"45 |                               |
| 15        | 3          | İlyas Çanakçı       | Turchia     | 47"60 |                               |
| 16        | 3          | Patrik Šorm         | Rep. Ceca   | 47"69 |                               |
| 17        | 2          | Christian Iguacel   | Belgio      | 47"78 |                               |
| 18        | 1          | Robert Parge        | Romania     | 48"35 |                               |

### Finale
| Posizione | Corsia | Atleta              | Nazionalità | Tempo | Note                                     |
| --------- | ------ | ------------------- | ----------- | ----- | ---------------------------------------- |
| Oro       | 4      | Óscar Husillos      | Spagna      | 46"22 | Miglior prestazione personale stagionale |
| Argento   | 6      | Tony van Diepen     | Paesi Bassi | 46"25 |                                          |
| Bronzo    | 3      | Liemarvin Bonevacia | Paesi Bassi | 46"30 |                                          |
| 4         | 2      | Carl Bengtström     | Svezia      | 46"42 |                                          |
| 5         | 5      | Jochem Dobber       | Paesi Bassi | 46"82 |                                          |
| 6         | 1      | Luka Janežič        | Slovenia    | 47"22 |                                          |